# NK Nafta 1903
NK Nafta 1903 is een in 2012 opgerichte voetbalclub uit Lendava, Slovenië. De club werd opgericht na het faillissement van Nafta Lendava. De toevoeging 1903 verwijst naar het oprichtingsjaar van deze club, maar de uitingen en historie werden om juridische redenen niet overgenomen door de nieuwe club.

## Geschiedenis
In 2013 won Nafta 1903 haar regionale poule in de 4. slovenska nogometna liga en promoveerde. In 2017 won de club de groep Oost in de 3. slovenska nogometna liga en promoveerde naar de 2. slovenska nogometna liga. In het seizoen 2019/20 bereikte Nafta 1903 als tweedeklasser de finale van de Sloveense voetbalbeker waarin NŠ Mura met 2-0 te sterk was. In 2024 wist de club voor het eerst in zijn geschiedenis te promoveren naar het hoogste niveau middels een tweede plaats in de 2. slovenska nogometna liga.

## Erelijst
- Sloveense voetbalbeker

finalist 2020
- 3. slovenska nogometna liga noord

2017
- 4. slovenska nogometna liga Lendava

2013
- MNZ Lendava Cup

2016, 2017, 2018, 2019

## Eindklasseringen vanaf 2013
| 1 |

| 7 |

| 9 |

| 7 |

| 1 |

| 3 |

| 5 |

| 4 |

| 3 |

| 6 |

| 6 |

| 2 |

| 10 |

| Prva Liga | 2.SNL | 3.SNL | Reg. Niv. 4 |